# Anna Maria Maiolino
Anna Maria Maiolino   (Scalea, 20 de maig de 1942) és una artista, escultora, pintora, gravadora i dissenyadora brasilera, d'origen italià.

## Biografia
El 1954 emigra a Veneçuela amb la seva família i allà l'any 1958 s'inscriu a la Escuela Nacional Cristóbal Rojas on va rebre un curs d'art. El 1960 se'n va a Brasil on s'uneix a l'estudi independent dirigit per Ivan Serpa que era gravador al Museo de Arte Moderno. Va ser a Brasil on va coincidir amb artistes com Antonio Dias i Rubens Gerchman amb els quals posteriorment va participar en el moviment artístic conegut com a Nova figuració.
El 1968 viatja a Nova York, és allá quan l'any 1971 la Pratt University li atorga una beca per assistir a l'International Graphic Center Workshop. Tot i que a meitats dels seixanta va escollir la xilografia com el seu mètode preferit, això no li va impedir començar a experimentar i utilitzar diferents mètodes, no tradicionals, de comunicació pels seus discursos artístics, tècniques com el farcit de tapisseria enfortint la seva connexió amb la nova figuració.

## Obra
Donada la seva formació eclèctica les obres de A. M. Maiolino mostren una negociació de la seva identitat. Les seves primeres obres estan molt influïdes per les costures, ruptures, esquinçaments i empremtes dels desplaçaments geogràfics que acompanyen els experiments formals immaterials.
 L'inici de la seva pràctica artística té a veure amb les preguntes identitàries vinculades al fet de ser immigrant vivint amb una altra llengua i en un altre lloc. Ser immigrant era un fet al qual ella li donava molta importància, ja que quan parlava de la seva obra sempre ressaltava el lloc, les condicions i l'entorn en els quals va crear-la.
Al llarg de la seva carrera artística actua de manera lliure i sense seguir les normes de la història de l'art, els seus trajectes estètics eren marcats tant pels mateixos canvis de l'artista com per les transformacions de la societat en la que es trobava. Maiolino deia que l'existència i l'art formen un sol i ansiós cos.
En la seva obra la temàtica personal i pública mantenen un diàleg, es responen l'un a l'altre, i es veuen relacionats a vegades pel qüestionament de l'objecte i el subjecte de l'art i també per la violència política. Aquests temes també es veuen reflectits en alguns artistes contemporanis, com per exemple Helio Oiticica, Carlos Vergara, Rubens Gerchman o Lygia Clark, entre d'altres.
Dins les seves obres es pot veure repetides vegades com utilitza formes orgàniques, vitals i transformadores les quals acaben passant pel cos i els orificis d'aquest.
Anna M. Maiolino és una de les artistes més importants que treballen a Brasil, té una carrera que compren cinc dècades i durant aquest període ha abastat una gran diversitat de disciplines artístiques: el dibuix, l'escultura, els “artists book to videos” i les performances, a través del seu art expressa una preocupació sense fi mitjançant processos creatius de mai deixar de buscar una identitat. El seu és un art en busca d'un nou idioma per l'existència humana diària.

## Selecció d'exposicions
L'artista va començar a exposar des del 1964. La seva obra s'ha mostrat arreu del món, en exposicions individuals i col·lectives.
| 1964 | Galleria G., Caracas, Veneçuela |
| 1967 | Galeria Goeldi, Rio de Janeiro, Brasil |
| 1973 | Galeria Grupo B, Rio de Janeiro, Brasil |
| 1974 | Galeria Arte Global, Sao Paulo, Brasil |
| 1976 | Petite Gallerie, Rio de Janeiro, Brasil |
| 1979 | Feijao com Arroz, Alliance Française du Brésil, Rio de Janeiro, Brasil |
| 1980 | Feijao com Arroz, Núcleo de Arte Contemporanea – Universidade Federal da Paraíba y Centro Cultural Cándido Mendes, Rio de Janeiro, Brasil |
| 1981 | Escritório Brasilero de Artes, Sao Paulo, Brasil |
| 1982 | Galeria de Arte Casa do Brasil, Roma, Itàlia |
| 1983 | Matias Marcier, Rio de Janeiro, Brasil |
| 1984 | Arco – Arte contemporánea, Sao Paulo, Brasil |
| 1987 | Galeria Paulo Klabin, Rio de Janeiro, Brasil |
| 1989 | Petite Galerie, Centro Cultural Candido Mendes, Rio de Janeiro, Brasil |
| 1993 | Individual: Galeria Gabinete de Arte Raquel Arnaud, Sao Paulo, Brasil Col·lectiva: Brasil: “Segni D'Arte”, Venècia, Itàlia |
| 1994 | Individual: Centro Cultural Banco do Brasil, Rio de Janeiro, Brasil Col·lectiva: Poética da Resistencia: Aspectos de Gravura Brasileira, Museu de Arte Moderno do Rio de Janeiro, Brasil                                                                               |
| 1995 | Individual: Galeria Debret, Embajada de Brasil a París, França Col·lectiva: Anna Maria Maiolino Ik Zie Wat Jij Niet Ziet – Begin the Begijne in Vlaanderen, Kanaal Art Foundation, Kortrijk, Bèlgica                                                                   |
| 1997 | Individual: Joel Edelstein Arte Contemporanea, Rio de Janeiro, Brasil Col·lectiva: In site 97, San Diego, EUA: Tijuana, Mèxic |
| 1999 | Individual: +&-, Galeria Gabinete de Arte Raquel Arnaud, Sao Paulo, Brasil Col·lectiva: The Third Eye, Art in General, Nova York, EEUU |
| 2003 | Individual: Indicios, Vestígios & Outros, Galeria Gabinete de Arte Raquel Arnaud, Sao Paulo, Brasil Col·lectiva: Layers of Brasilian Art, Faulconer Gallery, Iowa, EEUU                                                                                                |
| 2004 | Individual: Segmentos, Galeria Mercedes Viegas Arte Contemporanea, Rio de Janeiro, Brasil Col·lectiva: Latin American and Caribbean Art from the collection of the MOMA, El Museo del Bario, Nova York, EEUU                                                           |
| 2005 | Individual: Muitos, Exposició retrospectiva, Pinacoteca do Estado de Sao Paulo, Brasil Col·lectiva: Tropicália – A Revolution in Brasilian Culture, Museum of Contemporary Art, Chicago, EEUU                                                                          |
| 2006 | Individual: Anna Maria Maiolino: Territories of Immanence, exposició retrospectiva, Miami Art Central, EEUU Col·lectiva: The sites of Latin American Abstraction, CIFO, Miami, Florida, EEUU                                                                           |
| 2007 | Individual: O Acaso e a Necessidade, Galeria Millan, Sao Paulo, Brasil Col·lectiva: A batalla dos Xéneros, Centro Galego de Arte Contemporánea, Santiago de Compostela, Espanya                                                                                        |
| 2008 | Individual: Order and Subjectivity, Camberwell College of Arts, Londres, Regne Unit Col·lectiva: Sidney Biennial, Sidney, Australia |
| 2010 | Individual: Anna Maria Maiolino, exposició retrospectiva, Fundació Tàpies, Barcelona; Centro Galego de Arte Contemporánea, Santiago de Compostela, Espanya; Malmö Konsthall, Suècia Col·lectiva: On Line: Drawing Through The Twentieth Century, MOMA, Nova York, EEUU |
| 2014 | Individual: Anna Maria Maiolino: Between senses, Hauser&Wirth, Nova York, EEUU |
| 2015 | Col·lectiva: The EY Exhibition: The world goes Pop, Tate Modern, Londres, Regne Unit |